# Юта (езеро)
Вижте пояснителната страница за други значения на Юта.
Юта е най-голямото сладководно езеро в САЩ на запад от река Мисисипи. С площ от около 150 квадратни мили (380 кв. км, 96 000 акра) то заема над една четвърт от дъното на долината Юта. То е остатък от праисторическото езеро Бонвил, което заемало почти половината от днешна Юта преди между 750 000 и 7250 пр.н.е Езерото получава вода от четири основни реки и множество по-малки потоци и извори. Основните потоци, които подхранват езерото (от север на юг) са Америкън Форк, река Прово, Хобъл Крийк и Спаниш Форк. Река Джордан изпразва езерото на север в Голямото солено езеро.
Езерото и околните равнини са от голямо значение за човека в продължение на няколко хилядолетия. Най-ранните известни обитатели на района са членове на пустинната индианска култура, които бродели в долините на Големия басейн от около 10 000 пр.н.е до AD 300 – 500 г. От 800 г. до 1600 г. хората от културата Фримонт сменят ранните обитатели. След 1800 г. езерото е използвано от три индиански групи: паютите в западната част; юта които използват езерото и потоците през цялата година; и шошоните, които периодично навлизат в долината от север.
Първите външни хора, които посещават езерото е експедицията на Домингес и Ескаланте през 1776 г. Трапери откриват езерото през 1820-те като се започне с Джедидая Смит и Уилям Ашли. Джон Фримонт посещава езерото през 1844 г., когато се връща от Калифорния. Мормоните идват за пръв път през 1847 г. и започват да използват езерото редовно от 1849 г.
Езерото Юта е от важно значение за всички хора, които живеят около него. Стопанският риболов е важна икономическа дейност в 20 век, както и туризма и спортния риболов. Но най-важното остава използването на водите на езерото за напояване.
Езерото е важен туристически и почивен обект, като се почне с Щатския парк Юта Лейк в Прово, курорта Саратога в близост до входа на река Джордан, както и няколко яхтени пристанища, осигуряващи достъп за лодкари, рибари, водни скиори, ловци и други потребители. Бреговете на езерото и заобикалящата го долина са дом на почти 250 000 души. Разнообразие от исторически важни обекти са свързани с общностите около езерото, включително старата Прово Стейк Табърнакъл, Лехи Ролер Майлс, както и множество други исторически сгради.